# Vendela Kirsebom
Vendela Maria Kirsebom, under en period Kirsebom Thommessen, född 12 januari 1967 i Vällingby i Spånga församling, är en norsk-svensk fotomodell, programledare och skådespelare.
Vendela Kirsebom föddes och växte upp i Sverige. Barndomens somrar tillbringade hon alltid i sin mors hemland Norge. Vid 13 års ålder skrev Kirsebom kontrakt med modellagenturen Mikas.
Som 18-åring flyttade hon till Italien för att arbeta som modell på heltid. Strax därefter skrev hon kontrakt med Elizabeth Arden. År 1993 blev hon omslagsflicka på det prestigefyllda baddräktsnumret av Sports Illustrated. Hon har arbetat med Victoria's Secret och har även varit med i filmen Batman & Robin 1997. 1999 var hon programledare i Melodifestivalen tillsammans med Anders Lundin.
Vendela Kirsebom arbetar som goodwillambassadör för Unicef och som hälso- och modereporter för Morgon-TV-programmet God morgen Norge på norska  TV 2. Hon har även varit programledare för Scandinavia's Next Top Model och även gästdomare under ett avsnitt av America's Next Top Model, säsong 10.

## Familj
Vendela Kirseboms far kommer från Turkiet och hennes mor från Norge.
Kirsebom gifte sig 1996 med den norska politikern Olaf Thommessen som hon fick två döttrar med. År 2022 gifte hon sig med den norska TV-personligheten Petter Pilgaard.